# Британское адмиралтейство
Британское адмиралтейство (англ. Admiralty) — военно-морское ведомство Великобритании; также — комплекс зданий на Уайтхолл, в Лондоне, где традиционно помещалось Британское адмиралтейство.

## История

Флаг Лорда верховного адмирала

Во главе Королевского флота с 1400 года стоял один из девяти высших государственных чиновников: Лорд верховный адмирал (англ. Lord High Admiral), управлявший через свой кабинет (офис). Его власть исходила непосредственно от короля, и не определялась актами Парламента. В 1546 году Генрих VIII создал Морской совет (англ. Council of the Marine), задачей которого были административные дела флота. Позже Совет превратился в Военно-морской комитет (англ. Navy Board). Оперативный контроль остался за лордом-адмиралом.
С 1628 года обязанности лорда-адмирала выполнялись коллективно Адмиралтейским комитетом (англ. Board of Admiralty) или Адмиралтейством, полномочия которого уже регулировались Парламентом.

### Структура в 1714−1831 годы

Зал заседаний Адмиралтейского комитета, ок. 1808

Адмиралтейский комитет состоял из Лордов-заседателей (англ. Lords Commissioners), во главе с Первым лордом Адмиралтейства (англ. First Lord of the Admiralty), одновременно членом правящего кабинета. Имел смешанный состав: адмиралы, профессиональные военные, (называются Морские лорды, Naval Lords, Sea Lords), и гражданские лица, обычно политики (лорды Адмиралтейства, Lords of the Admiralty). Для кворума было достаточно двух лордов-заседателей и одного секретаря.
Поскольку Первый лорд Адмиралтейства осуществлял политическое руководство, он мог и не быть моряком. Командующим флотом фактически был Первый морской лорд (англ. First Naval Lord), профессиональный моряк в ранге полного адмирала.
Главным административным постом был первый секретарь Адмиралтейства (англ. Secretary to the Lords Comissioners). Эта должность была менее подвержена сменам правительства, и потому секретари менялись реже. Так, с 1700 по 1795 год, то есть почти весь XVIII век, на этом посту сменились всего 4 человека. С одной стороны, это способствовало лучшему знанию ими дела, с другой, закрепляло бюрократизацию. Пост второго секретаря, называвшийся попеременно англ. Second Secretary или англ. Deputy Secretary, допускал несколько человек одновременно, но за всю историю его занимали не больше двоих сразу.
Практическое руководство в этот период осуществлял Военно-морской комитет (англ. Navy Board). За проектирование кораблей для флота отвечал сюрвейер (англ. Surveyor of the Navy) или сюрвейеры, так как их тоже могло быть несколько. Мог входить или не входить в Комитет. Собственно постройку делили между собой главные строители (англ. Master Shipwrights) королевских верфей. С 1745 года контроль за постройкой начал сосредоточиваться также в руках сюрвейеров.

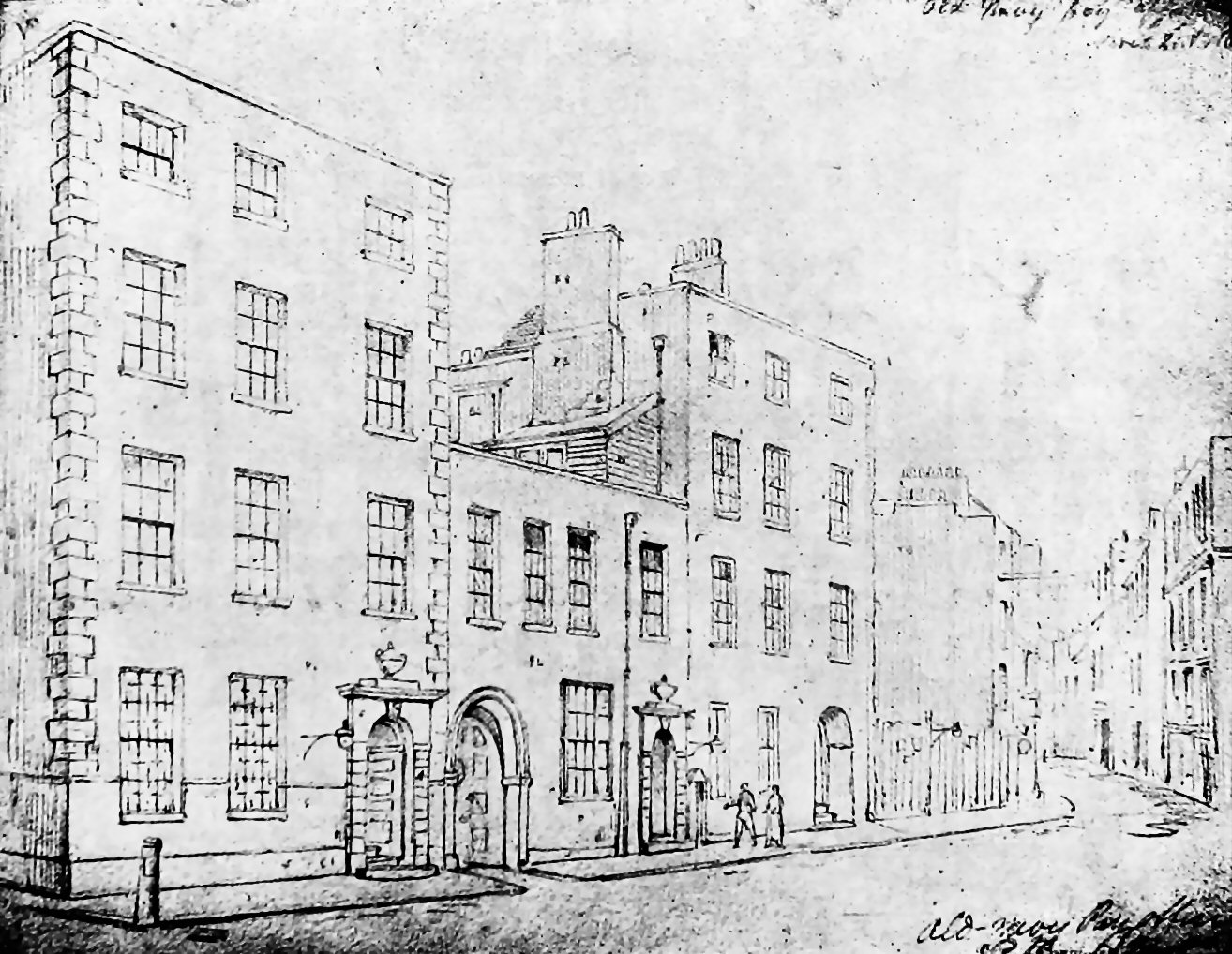
Расчетная контора (Pay Office) флота на Брод-стрит, Лондон

Следующим высоким администратором был контролёр (казначей) флота (англ. Controller of the Navy, назывался Comptroller до 1832 года). Он отвечал за все финансы. Собственно выплатами, как жалования так и по контрактам, ведал цалмейстер (англ. Paymaster; соответствует главному бухгалтеру).
Комитет ведал всеми королевскими верфями: Дептфорд, Вулвич, Чатем, Портсмут и Плимут в метрополии, а также Кингстон и Бомбей в колониях. Он же управлял офицерскими кадрами флота, и через свои подкомитеты, унтер-офицерскими.
Среди подкомитетов были: Комитет снабжения (англ. Victualling Board), имевший склады припасов (т. н. дворы) поблизости от королевских верфей, и Комитет по больным и раненым (англ. Sick and Hurt Board) с госпиталями Гринвич и Ширнесс. До 1756 и после 1794 года существовал Транспортный комитет (англ. Transport Board), ведавший перевозками войск и грузов, наймом и оборудованием транспортов. Особняком стоял Комитет по вооружениям (англ. Ordinance Board), работавший в интересах как флота, так и армии. Он ведал снабжением пушками, снарядами и порохом. Структура подчинения менялась, и в разные времена членство в Адмиралтейском комитете могло автоматически давать — или не давать — членство в Военно-морском комитете.
Только часть лордов-заседателей была профессионалами, остальные получали посты как члены правящей партии, в обмен на политическую поддержку. Поэтому от них и не ожидали бо́льшего участия, чем подписывать проходящие через их кабинеты бумаги (все официальное делопроизводство велось в 3 экземплярах). Так, при министерстве лорда Норта, в период Американской Войны за независимость, только два из семи членов комитета были моряками. При подобной бюрократии тем более важны были энергичные председатели и знающие дело секретари, которые часто вели всю текущую работу. Например, председатель Военно-морского комитета с 1778 по 1780 год Чарльз Миддлтон, к 1805 году сам стал Первым лордом, и известен как лорд Бэрхэм.
В 1831 Военно-морской комитет как самостоятельный орган был распущен, а его функции перешли к Комитету Адмиралтейства.

### Послевоенные изменения
После 1956 года Великобритания объявила о прекращении военно-морского присутствия «к востоку от Суэца». В 1964 году офис Лорда верховного Адмирала был распущен, а сам титул стал церемониальным и вернулся к Короне. С этого времени его носила королева Елизавета II, передавшая его в 2011 своему мужу принцу Филиппу. Адмиралтейство было подчинено Министерству обороны, а новый Адмиралтейский комитет англ. Admiralty Board, одновременно с Армейским (англ. Army Board) и Военно-воздушным комитетом (англ. Air Force Board), возглавляется правительственным Секретарем (эквивалент министра обороны). Новый Адмиралтейский комитет собирается только дважды в год. Повседневными делами флота ведает новый Военно-морской комитет.

## Современная структура[4]
Адмиралтейство (с 1964) не является самостоятельным ведомством. Современный Адмиралтейский комитет входит в состав Совета обороны Великобритании, председателем которого является Государственный секретарь по обороне (англ. Secretary of State for Defence) — глава Министерства обороны (англ. MoD). В него входят как гражданские лица — министры, имеющие одновременно членство в комитетах других видов вооружённых сил, так и профессиональные военные. Формально собирается дважды в год.
Повседневными делами ведает Военно-морской комитет, в который министры не входят.

### Министры
- Государственный секретарь по обороне
- Министр вооружённых сил (англ. Minister for the Armed Forces, (Min AF))
- Министр вооружения и снабжения (англ. Minister of State for Defence Equipment and Support, (Min DP))
- Заместитель Государственного секретаря по обороне (англ. Under Secretary of State for Defence (USofS))

### Прочие члены Адмиралтейского Комитета
- Первый морской лорд (англ. First Sea Lord) и Начальник военно-морского штаба. Является членом Комитета начальников штабов (англ. Chiefs Of Staff (COS) committee).
- Главнокомандующий флотом (англ. Commander-in-Chief Fleet (CINCFLEET))
- Второй морской лорд (англ. Second Sea Lord) и Командующий флотом метрополии (англ. Commander in Chief Naval Home Command (CNH))
- Представитель флота по снабжению (англ. Naval Member for Logistics (NML)); до 1945 г Четвёртый морской лорд, (англ. Fourth Sea Lord)
- Контролёр флота (англ. Controller of the Navy (CofN)), или Третий морской лорд (англ. Third Sea Lord)
- Второй постоянный заместитель Государственного секретаря по обороне (англ. Second Permanent Under Secretary of State for Defence (2ndPUS))
- Заместитель начальника военно-морского штаба (англ. Assistant Chief of Naval Staff (ACNS))

## Здания Адмиралтейства

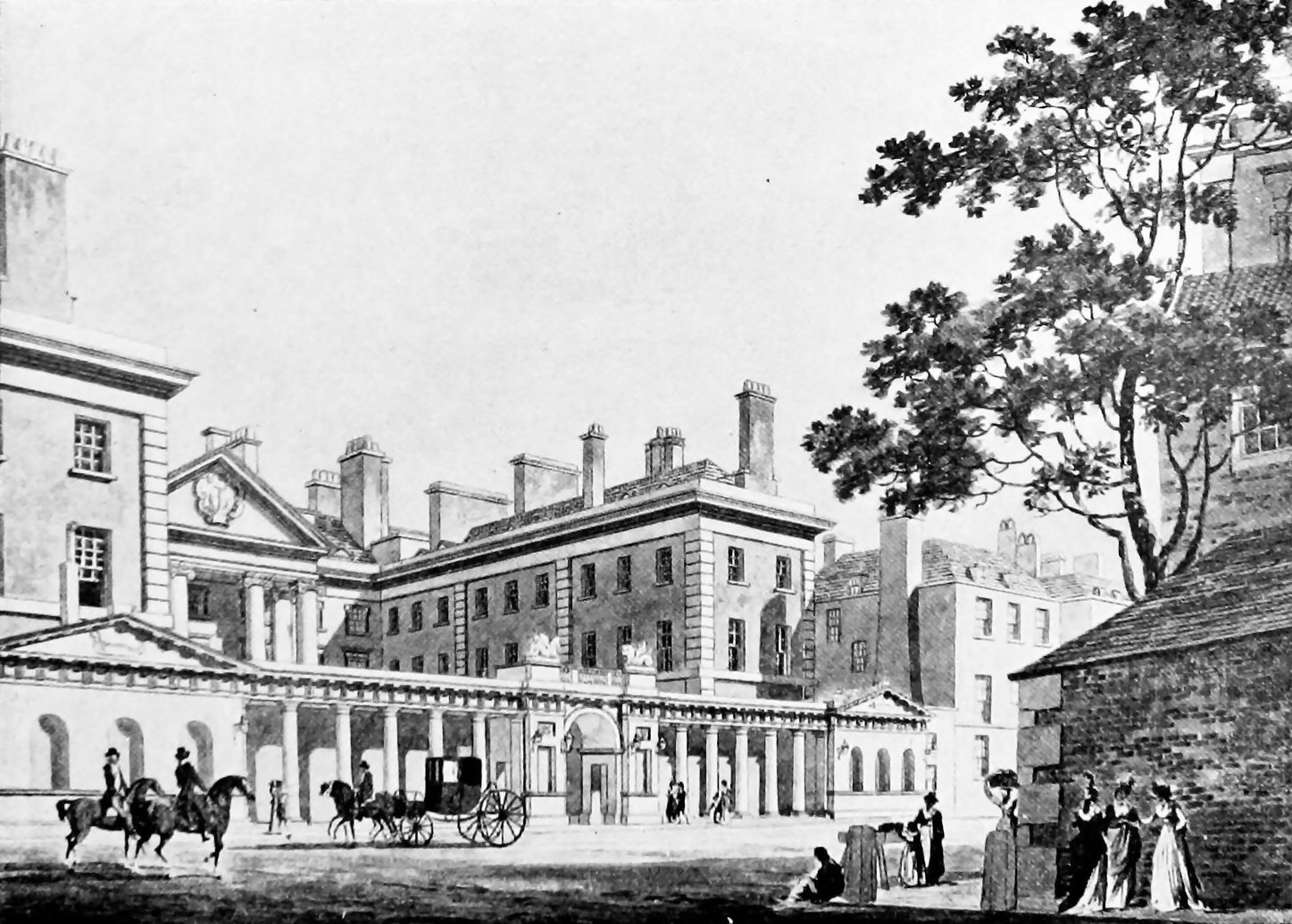
Рипли-билдинг, ок. 1790

Старое Адмиралтейство, так называемая «пристройка»

Комплекс из пяти зданий, когда-либо принадлежавших Адмиралтейству, располагается вдоль Уайтхолла, от плаца Конной Гвардии до Мэлла. Поскольку Адмиралтейство больше не является самостоятельным ведомством, они используются правительством как офисный корпус, где размещают любые государственные организации по мере надобности.
Самое старое из них, когда-то называвшееся просто «Адмиралтейство» — часть Старого Адмиралтейства, также известная как Рипли-билдинг (англ. Ripley Building), достроенная в 1726 году. Трёхэтажное П-образное здание выходит двором на Уайтхолл. В 1788 (по другим данным в 1761) двор был дополнен колоннадой. Здесь помещались зал заседаний Комитета, другие официальные залы, и резиденции лордов-заседателей. С 1964 года здание отведено правительственному Кабинету.
С юга к нему примыкает так называемый Адмиралтейский дом конца XVIII в, до 1964 служивший резиденцией Первого лорда. Одним из его обитателей в своё время был Уинстон Черчилль. Этот трёхэтажный дом не имеет собственного входа с Уайтхолла, доступ в него возможен через Рипли-билдинг. Используется под три министерские квартиры.
Самое большое из всех — здание Старого Адмиралтейства, или просто «пристройка» (англ. Admiralty Extension). Его заложили в конце XIX в, в период гонки морских вооружений когда понадобилось расширять Адмиралтейство. Это здание в стиле королевы Анны занимает Министерство иностранных дел и Содружества.
Адмиралтейская арка (англ. Admiralty Arch) соединена со Старым Адмиралтейством. В ней находятся дополнительные помещения Кабинета.
Приземистое без окон здание Цитадели (англ. The Admiralty Citadel), увитое плющом, находится в северо-западном углу плаца Конной гвардии, позади Адмиралтейства. Цитадель была построена в 1940—1941 как защищённый от бомбежки командный центр флота. Утилитарность его внешнего вида считается неэстетичной, и ему охотно позволяют зарасти плющом. Он по-прежнему используется Министерством обороны.